# ACAMPs
ACAMPs (anglicky apoptotic-cell associated molecular patterns) jsou molekulární struktury (vzory) přítomné na buňkách, které prochází apoptózou, tj. programovanou buněčnou smrtí. Analogicky PAMPs (z angl. pathogen-associated molecular patterns) jsou struktury typické pro patogeny a DAMPs (z angl. damage-associated molecular patterns) pro poškozené tkáně. Termín byl poprvé použit C. D. Gregorym v roce 2000.
Rozpoznání těchto struktur pomocí PRRs (z angl. pattern recognition receptors), tedy receptorů rozpoznávající vzory, následně vede k fagocytóze apoptotické buňky. Mezi ACAPMs se řadí tzv. eat-me (v překladu "sněz mě") signály na apoptotických buňkách, don't-eat-me (v překladu "nejez mě") signály na živých buňkách a come-get-me (v překladu "pojď si mě vzít"), neboli find-me (v překladu "najdi si mě") signály. Tyto signály jsou poskytovány molekulami, které apoptotické buňky secernují, aby nalákaly fagocyty (zvláště makrofágy a nezralé dendritické buňky). Díky těmto markerům nejsou apoptotické buňky cílem nechtěné imunitní odpovědi, na rozdíl od buněk nekrotických.

## Eat-me signály
Eat-me signály označují apoptotické buňky určené k pohlcení fagocyty, čímž se aktivně předchází zánětu. Jako eat-me signály může sloužit velké množství molekulárních markerů, a to především změny ve složení buněčné membrány, modifikace povrchových molekul, změny v náboji na membráně nebo nepřímo vazba extracelulárních přemosťujících molekul.

### Složení buněčné membrány
Fosfolipidy jsou v membráně uloženy přísně asymetricky. Na živé buňce se například fosfatidylserin nachází pouze ve vnitřním listu fosfolipidové dvojvrstvy. Toho je docíleno pomocí enzymu aminofosfolipid translokázy. Během apoptózy dochází k promíchání fosfolipidů (tzv. scramblingu) a aktivita aminofosfolipid translokázy je významně omezena. Následkem toho se rychle zvyšuje poměr fosfatidylserinu ve vnějším listu membrány. Ten je poté rozpoznán receptory fagocytů. Molekuly fosfatidylserinu mohou být také oxidovány, což dále přispívá k pravděpodobnosti pohlcení buňky.

### Povrchové molekuly
Některé molekuly, které se za normálních podmínek nachází na povrchu buňky, mohou také sloužit jako eat-me signály, pokud jsou jistým způsobem modifikovány. Oxidované fosfolipidy ve vnějším listu membrány jsou rozpoznávány scavengerovými receptory fagocytů. Podobně i adhezivní molekula ICAM-3, která je normálně rozpoznávána integriny makrofágů, po modifikaci váže molekulu CD14 na povrchu makrofágů.
Některé intracelulární molekuly buňka vystavuje na povrch po spuštění programované smrti, aby usnadnila rozpoznání buňkami imunitního systému. Například anexin I je externalizován ve stejných oblastech buněčné membrány jako fosfatidylserin, čímž napomáhá seskupování fagocytických receptorů. Další molekulou, kterou apoptotické buňky vystavují na povrchu, je kalretikulin.
Obecně se dá říct, že apoptotické buňky mění náboj na svém povrchu pomocí polyanionických struktur, čímž se stávají lépe viditelnými pro fagocyty.

### Extracelulární přemosťující molekuly
Extracelulární přemosťující molekuly jsou sérové proteiny, které zprostředkovávají spojení mezi apoptotickou buňkou a fagocytem. Dalo by se říct, že jsou to secernované formy PRRs. Patří mezi ně kolektiny, složky komplementu (například C1q, C3b) a další molekuly extracelulárního prostoru. Mezi kolektiny patří například manózu važící lektin MBL (z angl. mannose-binding lectin) nebo surfaktantový protein A. Tyto vážou pozměněné povrchové sacharidy na povrchu apoptotické buňky a umožňují snadnější pohlcení pomocí fagocytů, které rozpoznávají jejich komplexy s kalretikulinem.
Kromě komplementových fragmentů C1q a C3b, které pomáhají opsonizovat apoptotickou buňku, se mezi přemosťující molekuly řadí též trombospondin, pentraxiny (C-reaktivní protein a sérový amyloid P), či molekuly β2GP1, MFG-E8 a GAS-6.

## Don't-eat-me signály
Don’t-eat-me signály, nebo také SAMPs (z angl. self-associated molecular patterns), jsou umístěny na živých buňkách a aktivně je chrání před pohlcením. K tomu jim pomáhá mimo jiné oddělení fagocytů od buňky (pomocí CD31-CD31 interakce) nebo přímo vysílání negativních signálů fagocytům (CD47-SIRPα interakce). CD300a zase váže exteranlizované fosfolipidy a zabraňuje tak fagocytóze. Během samotné apoptózy musí být tyto signály z buňky odstraněny nebo modifikovány tak, aby nebránily pohlcení fagocytem.
Dalším znakem neapoptotických buněk je specifická glykosylace povrchových molekul. Sacharidové molekuly jsou obvykle zakončeny kyselinou sialovou, na kterou se vážou různé molekuly a receptory. Tím se účinně zabraňuje fagocytóze.
Neapoptotické buňky také exprimují inhibitory komplementu, čímž zabraňují sestavení C3 konvertázy a lytického póru. Mezi rozpustné inhibitory patří faktor H, inhibitor C1, C4b-vážící protein, faktor I, S protein nebo klastrin. Membránově vázané inhibitory jsou CR1, membránový kofaktorový protein (MCF), DAF (angl. decay accelerating factor) nebo protektin (CD59).

## Come-get-me signály
Fagocyty jsou lákány do místa s apoptotickými buňkami takzvanými come-get-me signály nebo find-me signály. Během apoptózy aktivuje kaspáza 3 Ca2+ nezávislou fosfolipázu A2, což vede k uvolnění lysofosfatidylcholinu do prostředí. Ten pak funguje jako atraktant. Mezi další takové signály patří fraktalkin, sfingosin-1-fosfát, nukleotidy ATP a UTP nebo EMAP II (angl. endothelial monocyte-activating polypeptide II).

## Receptory fagocytů zapojené do rozpoznávání ACAMPs
Rozmanitost ACAMPs nutně znamená také rozmanitost receptorů na straně fagocytů, které jsou potřebné pro jejich rozpoznávání. Ty zahrnují scavengerové receptory (např. CD36, CD68 a LOX-1, které rozpoznávají oxidované LDL), integriny (např. αvβ3rozpoznávající MFG-E8 nebo trombospondin), lektiny (vážící modifikované cukry), receptorová tyrosin kináza MER (rozpoznávající GAS-6), LRP1 (interagující s kalretikulinem, což je známý receptor C1q), nebo komplementové receptory (CR3 a CR4).
Existuje spousta receptorů, které rozpoznávají externalizovaný fosfatidylserin. Patří sem mimo jiné BAI1 (angl. brain-specific angiogenesis inhibitor 1), T-buněčný imunoglobulin a TIM-1 s TIM-4. Dále pak stabilin-2, RAGE (angl. receptor for advanced glycation end products). Fosfatidylserinový receptor PSR, který byl původně považován za jeden z důležitých aktérů při pohlcování apoptotických buněk, nejspíš k tomuto procesu pouze nevýznamně přispívá.
Mnoho molekul, které se řadí mezi ACAMPs, je rozpoznávání pomocí PRRs, neboť mají podobné strukturní charakteristiky jako PAMPs. Například CD14, který za normálních podmínek váže lipopolysacharid na povrchu gramnegativních bakterií, je schopný rozpoznávat také struktury podobné lipopolysacharidu na apoptotických buňkách. C1q a kolektiny jsou dalšími PRRs, které rozpoznávají jak PAMPs, tak ACAMPs. Pro rozlišení těchto dvou případů musí fagocyty používat další signální dráhy (například stimulace Toll-like receptorů pomocí PAMPs může přispět k nasměrování fagocytu ke spuštění prozánětlivé odpovědi).